# Lopra
Lopra – wieś na Wyspach Owczych, w gminie Sumbar, na południowym wybrzeżu wyspy Suðuroy, licząca obecnie 87 mieszkańców (I 2015 r.). Kod pocztowy to FO 926.

## Demografia
Według danych Urzędu Statystycznego (I 2015 r.) jest 59. co do wielkości miejscowością Wysp Owczych.